# Amsterdam (Nowy Jork)
Amsterdam – miasto w Stanach Zjednoczonych, w stanie Nowy Jork, w hrabstwie Montgomery.
W mieście tym urodził się aktor Kirk Douglas.